# II Reparto informazioni e sicurezza
Il II Reparto informazioni e sicurezza è un reparto d'intelligence militare che dipende dallo stato maggiore della difesa. Non è integrato quindi nel "Sistema di informazione per la sicurezza della Repubblica".
Ai sensi della legge 3 agosto 2007 n. 124 svolge compiti di carattere tecnico militare e all'estero agisce in stretto collegamento con l'Agenzia informazioni e sicurezza esterna.

## Storia
Venne istituito dalla legge 18 febbraio 1997 n. 25, e assorbì i tre Servizi informazioni operative e situazione (SIOS) di Esercito, Marina militare e Aeronautica. Nel 1999 acquisì l'Ufficio di Polizia militare, retto da un Colonnello dei Carabinieri. Fu pienamente operativo dal 2000, operando fino al 2007 in collegamento con il Sismi, da quella data con l'AISE.
Il 27 febbraio 2004 ha costituito il Centro Valutazione della Difesa.

Crest dell'U.T.O.

Con la riforma dei servizi del 2007 al II RIS vengono affidati "compiti di carattere informazioni e sicurezza generale in Italia ed all'estero, tecnico militare e di polizia militare (poiché l'Autorità nazionale di polizia militare è individuata nel Capo dello Stato Maggiore della Difesa) e, in particolare, ogni attività informativa utile al fine della tutela dei presidi e delle attività delle Forze armate all'estero.

## Compiti
Opera principalmente nei teatri di guerra o nelle zone a rischio dove sono impiegati militari italiani. Il RIS agisce in stretto collegamento con l'AISE ai sensi dell'art.8 della legge n. 124 del 1º agosto 2007. È suddiviso in tre reparti, uno che comprende le informazioni operative, uno per la sicurezza e gli addetti militari all'estero, e l'ultimo per la guerra elettronica.
Dal II RIS dipendono infatti tutti gli uffici degli addetti per la difesa dislocati nei vari paesi del mondo, gli uffici di rappresentanza presso la NATO, SHAPE, OSCE e le National Intelligence Cells (NIC) situate nei vari teatri operativi.

## Organizzazione
Al vertice vi è il comandante del reparto, con tre vice capo reparto.
Del II Reparto informazioni e sicurezza fanno parte:
- Reparto per le informazioni operative
  - Centro interforze di formazione intelligence e guerra elettronica (CIFI/GE)[2]
  - Centro intelligence interforze (CII)
- Reparto per la sicurezza e le addettanze militari
  - Ufficio addettanze militari all'estero[3]
  - Ufficio sicurezza difesa
  - Ufficio di polizia militare
  - Centro di valutazione della difesa (Ce.Va. Difesa)[4]
- Reparto per la politica informativa ed il telerilevamento satellitare
  - Centro interforze telerilevamento satellitare (CITS)
  - Ufficio politica informativa e guerra elettronica

Dal 2000 ne fanno parte anche militari dell'Arma dei Carabinieri. Inoltre esiste all'interno del Comando generale della Guardia di Finanza un autonomo "II Reparto - Coordinamento Informativo", con al suo interno un ufficio analisi d'intelligence; al comando vi è un generale del corpo.

### Comandante
Il capo reparto, un maggior generale appartenente a rotazione alle tre Forze Armate (i Carabinieri sono esclusi per non titolarità degli ufficiali generali), alle dirette dipendenze dal Sottocapo dello stato maggiore della Difesa.
Per quanto attiene agli aspetti relativi all'intelligence strategico-militare, a quella operativa, alla sicurezza e alla controinformazione (controspionaggio), il Capo reparto può corrispondere direttamente con il Capo di stato maggiore della Difesa.

## Cronologia dei comandanti
- ammiraglio Sergio Biraghi (gennaio-novembre 1998)
- ammiraglio Sirio Pianigiani (novembre 1998 - ?)
- generale divisione Federico Fugacci (EI) (gennaio 2000 - febbraio 2002)
- ammiraglio Andrea Campregher (MM) (maggio 2002 - luglio 2006)
- generale divisione aerea Roberto Zappa (AM) (luglio 2006 - ottobre 2009)
- generale di divisione Nicola Gelao (EI) (19 ottobre 2009 - 12 settembre 2013)
- generale di divisione Giovanni Caravelli (EI) (12 settembre 2013 - settembre 2014)
- generale di divisione Giovanni Fungo (EI) (da settembre 2014 - Agosto 2016)
- ammiraglio di divisione Fabrizio Simoncini (MM) (da agosto 2016 - ottobre 2019)[6]
- generale di divisione Stefano Mannino (EI) (da ottobre 2019- aprile 2023)